# Apuiarés
Apuiarés är en kommun i Brasilien.   Den ligger i delstaten Ceará, i den östra delen av landet, 1 600 km nordost om huvudstaden Brasília. Antalet invånare är 13 927. Apuiarés ligger vid sjön Açude Salgado.
Omgivningarna runt Apuiarés är huvudsakligen savann. Runt Apuiarés är det glesbefolkat, med 15 invånare per kvadratkilometer.